# Infanticidio femenino en China
China tiene una historia de infanticidio femenino que abarca 2000 años. Cuando los misioneros cristianos llegaron a China a finales del siglo XVI, presenciaron cómo se arrojaba a recién nacidos a ríos o a montones de basura. En el siglo XVII, Matteo Ricci documentó que esta práctica ocurría en varias provincias de China y señaló que la principal razón era la pobreza. La práctica continuó hasta el siglo XIX y disminuyó significativamente tras la proclamación de la República Popular China, pero resurgió como un problema tras la introducción de la política del hijo único por parte del gobierno de la República Popular China a principios de la década de 1980. El censo de 2020 mostró una proporción de hombres a mujeres de 105.07 por cada 100 en China continental, la más baja desde que la República Popular China (RPC) comenzó a realizar censos. Cada año, en la RPC y en India, se registran cerca de dos millones de casos de alguna forma de infanticidio femenino.

## Historia

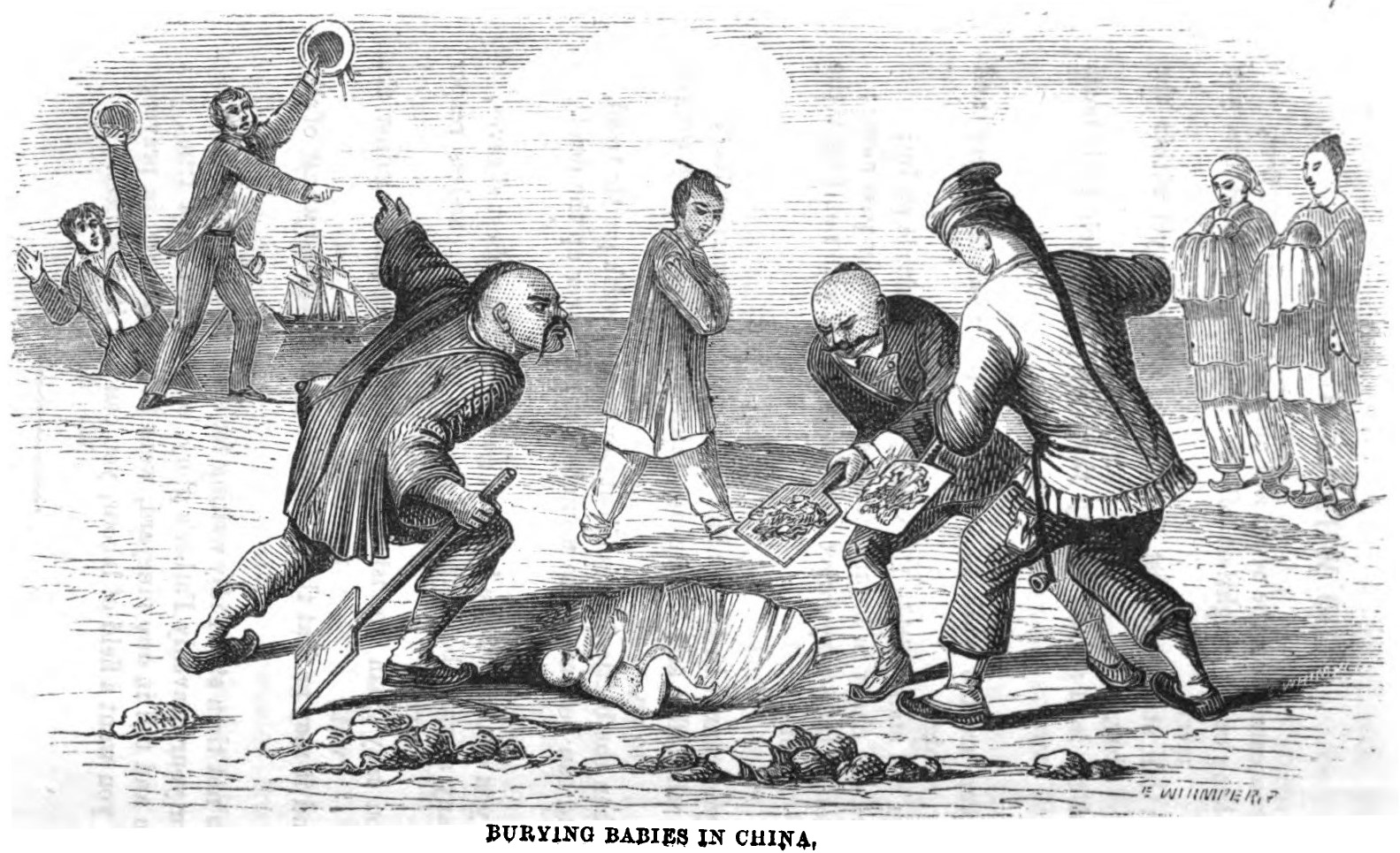
Enterrando bebés en China (p.40, marzo de 1865, XXII).

El confucianismo ha influido en el infanticidio femenino en China. La creencia de que los hijos varones proveen sustento a sus padres ancianos y que ciertas tradiciones son lideradas por hombres lleva a muchos a considerar a los varones más deseables.

### SigloXIX

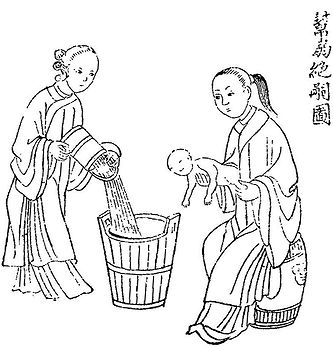
Tratado chino contra el infanticidio, circa 1800.

Durante el siglo XIX, la práctica estaba muy extendida. Textos de la dinastía Qing muestran la prevalencia del término ni nü (ahogar niñas) y el método más común para matar a las niñas: el ahogamiento. Otros métodos incluían la asfixia y la inanición. La exposición a ciertos elementos era otro método: la niña era colocada en una cesta que luego se colgaba en un árbol. Los conventos budistas crearon "torres de bebés" para que las personas dejaran a los niños. En 1845, en la provincia de Jiangxi, un misionero escribió que estas niñas sobrevivían hasta dos días expuestas en estas estructuras y que los transeúntes ignoraban sus gritos. El misionero David Abeel informó en 1844 que entre un cuarto y un tercio de todas las niñas eran asesinadas al nacer o poco después.

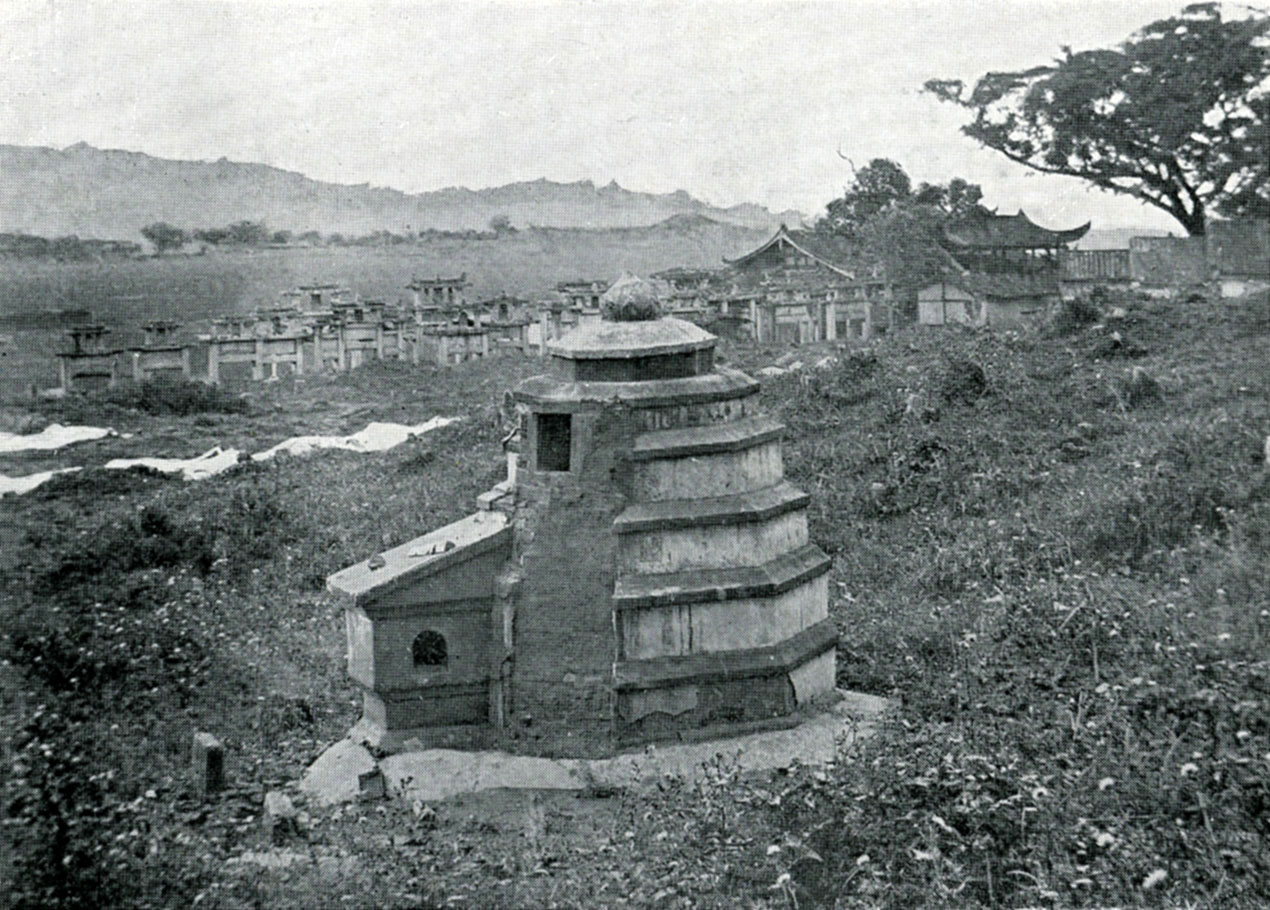
Torre de bebés en la provincia de Fujian.

En 1878, el misionero jesuita francés Gabriel Palatre recopiló documentos de 13 provincias y las Annales de la Sainte-Enfance (Obra Misional Pontificia de la Santa Infancia). En estos documentos también encontró evidencia de infanticidio en Shanxi y Sichuan. Según la información recopilada por Palatre, la práctica era más común en las provincias del sureste y en la región del bajo río Yangtsé.

### SigloXX
En 1930, Rou Shi, un destacado miembro del Movimiento del Cuatro de Mayo, escribió el cuento Una madre esclava. En él retrató la extrema pobreza en las comunidades rurales que era una causa directa del infanticidio femenino.

#### Política del hijo único
En la sociedad china, la mayoría de los padres preferían tener hijos varones, por lo que en 1979, cuando el gobierno implementó la política del hijo único, las bebés eran abortadas o abandonadas. Si los padres tenían más de un hijo, enfrentaban multas. El potencial económico de un heredero varón en comparación con una mujer hacía que los padres creyeran que tener hijas sería una carga económica, lo que hacía del infanticidio femenino una solución más deseable.
Un libro blanco publicado por el Gobierno chino en 1980 calificó el infanticidio femenino como un "mal feudal". El Estado considera oficialmente que la práctica es un resabio de los tiempos feudales, no un resultado de la política del hijo único. Según Jingbao Nie, sería "inconcebible" pensar que no existe un vínculo entre las políticas de planificación familiar del Estado y el infanticidio femenino.
El 25 de septiembre de 1980, en una "carta abierta", el Buró Político del Comité Central del Partido Comunista Chino pidió a los miembros del partido y a los de la Liga de la Juventud Comunista de China que dieran ejemplo y tuvieran solo un hijo. Desde el inicio de la política del hijo único, hubo preocupaciones de que conduciría a un desequilibrio en la proporción de sexos. A principios de la década de 1980, los altos funcionarios se preocuparon cada vez más por los informes de abandono e infanticidio femenino por parte de padres desesperados por tener un hijo varón. En 1984, el gobierno intentó abordar el problema ajustando la política del hijo único. Las parejas cuyo primer hijo fuera una niña podían tener un segundo hijo. Sin embargo, incluso con estas excepciones, las bebés seguían siendo abandonadas, ya que los padres no querían la carga económica de tener dos hijos y continuaban haciéndolo hasta que nacía un varón.

## Situación actual

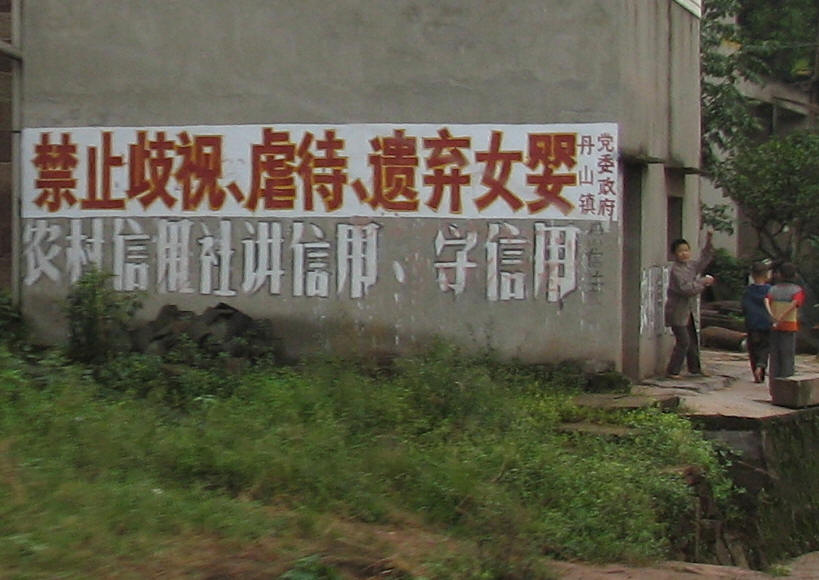
Cartel en Danshan, distrito de Yanjiang, Ziyang, Sichuan, que dice «Está prohibido discriminar, abusar o abandonar a las bebés».

Muchas parejas chinas desean tener hijos varones porque estos proporcionan apoyo y seguridad a sus padres ancianos más adelante en la vida. Por el contrario, se espera que una hija deje a sus padres al casarse para unirse y cuidar de la familia de su esposo (suegros). En los hogares rurales, que en 2014 constituían casi la mitad de la población china, los varones son además valiosos para realizar trabajos agrícolas y labores manuales.

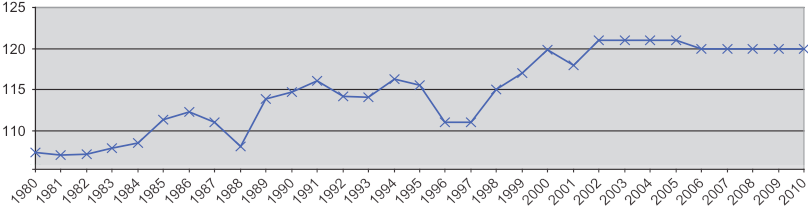
Las proporciones de sexo al nacer han cambiado drásticamente en China desde la implementación de la política del hijo único.

Una encuesta intercensal de 2005 mostró marcadas diferencias en la proporción de sexos entre provincias, que van desde 1.04 en la Región Autónoma del Tíbet hasta 1.43 en Jiangxi. Banister (2004), en su revisión de la literatura sobre la escasez de niñas en China, sugirió que ha habido un resurgimiento en la prevalencia del infanticidio femenino tras la introducción de la política del hijo único. Por otro lado, muchos investigadores han argumentado que el infanticidio femenino es raro en China hoy, especialmente desde que el gobierno ha prohibido la práctica. Zeng y colegas (1993), por ejemplo, sostuvieron que al menos la mitad del desequilibrio de género del país surge del subregistro de nacimientos femeninos.
Según el Centro de Ginebra para el Control Democrático de las Fuerzas Armadas (DCAF), el déficit demográfico de bebés femeninas que han muerto por cuestiones relacionadas con el género está en el mismo rango que los 191 millones estimados de muertos en todos los conflictos del siglo XX. En 2012, se estrenó el documental Es una niña: las tres palabras más mortales del mundo [It's a Girl: The Three Deadliest Words in the World]. Se centró en el infanticidio femenino en India y China.
Según el censo de China de 2020 (Séptimo Censo Nacional de Población de la República Popular China), la proporción de género de China continental ha mejorado, alcanzando un nuevo mínimo histórico de 105.07 hombres por cada 100 mujeres. Esta es la proporción de género más equilibrada desde que la RPC comenzó a realizar censos en 1953.

### Efectos del infanticidio femenino en la población y la sociedad
El infanticidio femenino, especialmente como resultado de la política del hijo único, ha causado un desequilibrio de géneros y una reducción en la cantidad de mujeres en edad reproductiva, lo que ha llevado a una disminución en la población y los nacimientos. En 2017, hubo menos de 13 nacimientos por cada 1.000 personas. También había 33 millones más de hombres que de mujeres. El desequilibrio en la proporción entre mujeres y hombres en edad reproductiva debido al infanticidio femenino también ha llevado al aumento de la trata de personas con fines sexuales y al secuestro de novias o la importación de esposas de otros países.

### Prevención del infanticidio femenino
El gobierno chino ha promulgado tres leyes para intentar prevenir futuros casos de infanticidio femenino. La Ley de Atención Sanitaria para Madres e Hijos de 1994 prohibió la identificación del sexo del feto y el uso de tecnología para abortos selectivos basados en el sexo del feto para proteger a las bebés. La Ley de Matrimonio y la Ley de Protección de los Derechos de las Mujeres prohíben el infanticidio femenino y protegen los derechos de las mujeres. También se ha iniciado una campaña llamada "Cuidar a las niñas" que ofrece apoyo financiero a familias con solo hijas y promueve la igualdad entre géneros.

### Subregistro de bebés femeninas
En diciembre de 2016, investigadores de la Universidad de Kansas informaron que la disparidad de sexo en China probablemente estaba exagerada debido al subregistro administrativo y al registro tardío de mujeres, en lugar de prácticas de aborto e infanticidio. El hallazgo cuestionó las suposiciones anteriores de que los aldeanos chinos mataban a sus hijas a gran escala y concluyó que hasta 10 a 15 millones de mujeres desaparecidas no habían recibido un registro de nacimiento adecuado desde 1982. El subregistro se atribuye a razones políticas, con familias tratando de evitar sanciones cuando nacían niñas y gobiernos locales ocultando la falta de cumplimiento a las autoridades centrales. Esto implicó que la disparidad de sexo de los recién nacidos chinos probablemente estaba significativamente exagerada en análisis anteriores. Aunque el grado de discrepancia en los datos y el desafío en relación con el desequilibrio de la proporción de sexos en China aún son debatidos entre los académicos.